# Jean Lefebvre (acteur)
Jean Marcel Lefebvre (Valenciennes, 3 oktober 1919 – Marrakesh, 9 juli 2004) was een Franse acteur. Hij speelde talrijke rollen in de film- en theaterwereld, meestal bijrollen in komische films.
In 1948 ging hij naar het conservatorium in Parijs. Hij debuteerde in L'Amiral in Parijs in Vignes du Seigneur. Daarna speelde hij in La plume de ma tante in New York. Hij werd lid van de groep Les Branquignols van Robert Dhéry. Hij debuteerde begin jaren 50 in de filmwereld, in kleinere rollen. 
Enkele van zijn bekendste films zijn de misdaadkomedies Les Tontons flingueurs (1963) en Ne nous fâchons pas (1966), de drie komische films over de 'Septième compagnie' (het eerste deel, het kassucces Mais où est donc passée la septième compagnie? uit 1973, voorop) en de reeks van zes komische films over de avonturen van een groep stuntelende politieagenten in Saint-Tropez, een reeks aangevoerd door de kaskraker Le Gendarme de Saint-Tropez (1964), waarin hij naast Louis de Funès en Michel Galabru telkens de rol speelde van 'Fougasse'.
In 1999 won Lefebvre 15 miljoen Franse frank (2,5 miljoen euro) met de lotto, waarop hij een restaurant opende in Marrakesh, La Bohème. Hij stierf in 2004 op 84-jarige leeftijd aan een hartaanval in Marrakesh.